# 반즐리
반즐리 (Barnsley)는 영국 잉글랜드 사우스요크셔주에 있는 도시이다. 던 강(River Dearne)을 접하고 있으며, 셰필드 북쪽으로 19 km, 리즈 남쪽으로 27 km, 동커스터 서쪽으로 23 km 떨어진 곳에 위치해 있다. 반즐리는 반즐리 도시 자치구를 함께 형성하는 소규모의 여러 마을로 둘러싸여 있으며, 그 중 반즐리는 가장 크며 행정 중심이다. 2001년 영국의 인구조사에 따르면 반즐리 도시 자치구의 인구는 218,063 명이었으며, 반즐리 도심은 71,599명이었다.
역사적으로 웨스트라이딩오브요크셔 주의 일부였던 반즐리는 탄광과 유리 생산 이 집중되었던 前 산업도시로 유명하지만, 현재 소수의 유리 가공업자와 석탄 생산공장만이 남아있는 상태이다. 비록 20세기에 이 산업 근반이 사양되었을지라도, 반즐리 현지 문화는 산업유산에 뿌리를 두고 있다. 반즐리는 브라스 밴드의 전통이 있으며, 채광 사회의 사교 클럽으로서 초기에 만들어졌다.
반즐리는 반즐리 특유의 방언을 잘 나타냈으며 영국 학교에서 이용중인 영화 《Kes》로 유명하다. M1 고속도로 36번과 38번 교차로 사이에 위치하며, 할람 선과 페니스톤 선이 지나가는 반즐리 역이 있다. 반즐리 FC는 현지 축구 클럽이다.

## 역사
1086년에 발행한 둠스데이 북에서 최초의 역사적 언급이 이루어졌으며, 책속에서 200여명의 인구가 사는 "반즐라이"로 기록되어있다. 반즐리 명칭의 정확한 기원은 여전히 논쟁중이지만, 반즐리 위원회는 헛간이나 창고를 뜻하는 색슨족 단어 "Berne"과 들판을 뜻하는 "Lay"에서 유래했다고 주장한다.
당시 마을은 실크스톤 사목구 근처에 있으면서 1550년대까지 약간의 발전을 이루었고 그 후 폰테프락트 수도원의 관리하에 있게된다. 수도승들은 셰필드에서 웨이크필드, 로더럼에서 허더스필드, 체셔에서 돈캐스터, 총 3 노선이 만나는 곳에 새로운 마을을 건설하기로했다. "올드 반즐리"로서 알려진 마을이 새로운 장소에서 커나갔다.
수도승들은 동정 마리아에게 바치는 지성당을 세웠고, 시장이 설립되었다. 마을은 스테인크로스 와펜테이크의 중심이 되었지만 16세기 중반까지 인구는 600여명 뿐이었다.
17세기부터 반즐리는 리즈, 웨이크필드, 셰필드, 런던사이의 노선 상에서 정류 지점으로 발전하였다. 18세기와 19세기 동안 마세포 직단의 중심이었던 반즐리는 제조업 마을로 성장했다. 또한 오랜 유리제조 전통으로 유명하지만, 석탄매장지로 가장 유명하다.

## 자매 도시
- 독일, 쉬바비쉬 그뮌트
- 우크라이나, 호를리우카

## 참고
1. ↑  Office for National Statistics : Census 2001 : Urban Areas : Table KS01 : Usual Resident Population Retrieved 2009-08-26
2. 1 2  “Barnsley Life”. Barnsley MBC. 2009년 8월 3일에 원본 문서에서 보존된 문서. 2009년 7월 5일에 확인함.
3. 1 2  David Hey, Medieval South Yorkshire